# Suore della carità di Sant'Anna
Le Suore della Carità di Sant'Anna (in spagnolo Hermanas de la Caridad de Santa Ana) sono un istituto religioso femminile di diritto pontificio: i membri di questa congregazione pospongono al loro nome la sigla H.C.S.A.

## Storia

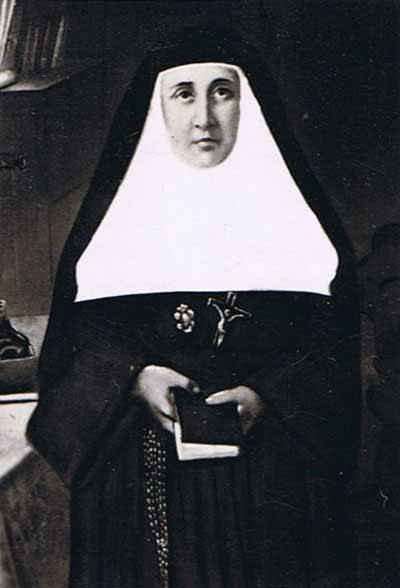
María Rafols, fondatrice della congregazione

La congregazione trae origine da un gruppo di volontarie, attive presso l'Hospital de la Santa Cruz di Barcellona, organizzato e guidato dalla religiosa María Rafols (1781-1853) e dal sacerdote spagnolo Juan Bonal (1769-1829): il 28 dicembre 1804 (giorno a cui viene fatta risalire la fondazione dell'istituto) questa fraternità, lasciato il capoluogo catalano si stabilì nell'Hospital de Nuestra Señora de Gracia di Saragozza.
Le suore si distinsero particolarmente nell'assistenza ai feriti durante l'assedio francese di Saragozza nel 1808. Il 15 luglio del 1824 la comunità si costituì in congregazione religiosa e si dotò di costituzioni proprie; il 16 luglio 1825 le prime quattro religiose emisero i loro voti perpetui.
L'istituto adottò il nome di Suore della Carità di Sant'Anna nel 1865, in onore della madre della Vergine: ricevette il pontificio decreto di lode il 13 aprile 1889 e l'approvazione definitiva della Santa Sede il 14 gennaio 1898 (le sue costituzioni vennero approvate definitivamente l'11 marzo 1904).
Madre Rafols è stata beatificata il 16 ottobre 1994 da papa Giovanni Paolo II.

## Attività e diffusione
Le Suore della Carità di Sant'Anna sono impegnate nei campi della salute, dell'educazione e della promozione sociale: operano soprattutto nei paesi in via di sviluppo.
Sono presenti in Europa (Italia, Regno Unito, Russia, Spagna), nelle Americhe (Argentina, Bolivia, Brasile, Cile, Colombia, Costa Rica, Cuba, Ecuador, Guatemala, Honduras, Messico, Nicaragua, Panama, Perù, Venezuela) in Africa (Costa d'Avorio, Gabon, Ghana, Guinea Equatoriale, Repubblica Democratica del Congo, Ruanda), in Asia (Cina, Filippine, India, Nepal) e in Oceania (Australia, Papua Nuova Guinea): la sede generalizia è a Saragozza.
Al 31 dicembre 2005, la congregazione contava 2.445 religiose in 302 case.